# Tchórzyno
Rezerwat przyrody „Tchórzyno” – rezerwat florystyczny o powierzchni 37,18 ha, w województwie zachodniopomorskim, w powiecie myśliborskim, w gminie Myślibórz, 2 km na północny zachód od Otanowa i 1,5 km na południe od wsi Sitno.
Został utworzony na mocy Zarządzenia Ministra Leśnictwa i Przemysłu Drzewnego z dnia 23 października 1965 r. i początkowo zajmował powierzchnię 32,00 ha.
Rezerwat przyrody swym obszarem obejmuje jezioro Tchórzyno (Jezioro Tarnowskie, 29,50 ha) wraz z torfowiskiem przejściowym na jego południowo-wschodnim skraju (7,68 ha). Jest położony w obszarze chronionego krajobrazu „B” (Myślibórz).
Celem ochrony jest zachowanie torfowiska z bogatą i rzadką roślinnością na kredzie jeziornej oraz zarastającego jeziora z podwodnymi łąkami, porośniętymi głównie kredotwórczymi glonami – ramienicami Charales, oraz w szczególności: lipiennika Loesela (Liparis loeselii), goryczki błotnej (Gentianella uliginosa), storczyka krwistego (Dactylorhiza incarnata), storczyka szerokolistnego (Dactylorhiza incarnata), kukawki (Orchis militaris), kruszczyka błotnego (Epipactis palustris), centurii nadbrzeżnej odmiany bagiennej (Centaurium littorale sp. uliginosum), tłustosza plamistego (Pinguicula vulgaris). Chronione gatunki świata zwierząt to m.in.: ropucha szara (Bufo bufo), żaba jeziorkowa (Rana lessonae), żaba trawna (Rana temporaria), jaszczurka zwinka (Lacerta agilis), jaszczurka żyworodna (Lacerta vivipara), świergotek drzewny (Anthus trivalis), pliszka siwa (Motacilla alba), strzyżyk (Troglodytes troglodytes), pokrzywnica (Prunella modularis), rudzik (Erithacus rubecela), słowik rdzawy (Luscinia megarhynchos), łozówka (Acrocephalus palustris), zaganiacz (Hippolais icterina), kapturka (Sylvia atricapilla), pierwiosnek (Phylloscopus collybita), mysikrólik (Regulus regulus), trzcinniczek (Acrocephalus scirpaceus), żuraw (Grus grus), dzięcioł czarny (Dryocopus martius), szczeżuja spłaszczona (Anodonta complanata), szczeżuja wielka (Anodonta cygnea), skójka malarska (Unio pictorum), trzmiel (Bombus), tygrzyk paskowany (Argiope bruennichi).
Zarządca: Nadleśnictwo Myślibórz.